# غويلرمو زونيغا مارتينيز
غويلرمو زونيغا مارتينيز (بالإسبانية: Guillermo Zúñiga Martínez)‏ هو سياسي مكسيكي، ولد في 18 ديسمبر 1942 في خالابا في المكسيك، وتوفي بنفس المكان في 23 أبريل 2015. نشط حزبياً في الحزب الثوري المؤسساتي. وقد انتخب عضو مجلس النواب المكسيك.